# Familie Hyde
De hieronder weergegeven lijst bevat de leden van de familie Hyde uit de sitcom That '70s Show
- Steven Hyde, de zoon tevens hoofdpersoon van de serie
- Bud Hyde, de stiefvader van Steven
- Edna Hyde, de moeder van Steven
- William Barnett, de biologische vader van Steven
- Samantha Hyde, de ex-vrouw van Steven
- Familie Forman, het pleeggezin van Steven

## Kenmerken
De familie Hyde is een opvallende familie. Bud en Edna zijn aan het begin van de serie al uit elkaar, en Edna verlaat Steven later ook. Steven moet intrekken bij de familie Forman als pleegkind. Later komt zijn pleegmoeder, Kitty Forman, erachter dat William Barnett de biologische vader van Steven is. Barnett is getint, in tegenstelling tot Steven, die blank is. Later verhuist Steven naar Las Vegas en trouwt daar in een dronken bui met Samantha. Later scheiden ze weer.